# Georg von Oettingen

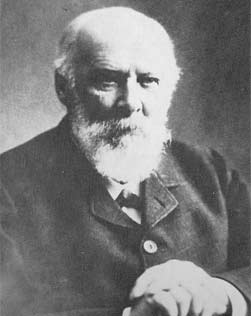
Georg von Oettingen

Georg Philipp von Oettingen (* 10. Novemberjul. / 22. November 1824greg. auf Gut Wissust (estnisch: Visusti), Gemeinde Ecks (estnisch: Äksi) bei Dorpat, Livland (heute Estland); † 3. Februarjul. / 16. Februar 1916greg. in Dorpat) war ein deutsch-baltischer Mediziner, Chirurg und Augenarzt. Er war Rektor der Kaiserlichen Universität Dorpat und Stadthaupt von Dorpat.

## Leben

### Herkunft und Familie
Er entstammte einem alten, ursprünglich aus Westfalen stammenden Adelsgeschlecht und war der Sohn des Gutsbesitzers Alexander von Oettingen (1798–1846), livländischer Landmarschall und Landrat, und der Helene von Knorring (1793–1863).
Oettingen heiratete in erster Ehe am 16. Dezember 1854 Marie von Seidlitz (* 11. April 1832 in Sankt Petersburg; † 3. Dezember 1903 in Obersasbach, Ortenaukreis, Baden), die Tochter des kaiserlich russischen Wirklichen Staatsrats Prof. Dr. med. Dr. med. h. c. Karl von Seidlitz, Gutsbesitzer auf den Gütern Waetz in Estland sowie Meyershof und Unnipicht in Livland, und der aus russischem Adel stammenden Marie Weltzien. Diese Ehe wurde geschieden.
In zweiter Ehe heiratete er am 14. Juli 1875 in Dorpat Dorothea Baronesse von Wrangell (* 16. Februar 1847 in Reval, Estland; † 4. März 1916 in Reval), die Tochter des kaiserlich russischen Generalleutnants Georg Baron von Wrangell aus Haus Ruil, Estland, und der Karoline von Schwebs.
Seine beiden Brüder, der Physiker Arthur (1836–1920), und der Theologe Alexander von Oettingen (1827–1905), waren ebenfalls an der Universität Dorpat tätig. Drei weitere Brüder, August Georg Friedrich (1823–1908), Nicolai Conrad Peter (1826–1876) und Eduard Reinhold (1829–1919), waren in der livländischen Landespolitik aktiv. Sein Sohn Herbert (1874–1946) war Pfarrer und Mitglied der Bekennenden Kirche. Sein Sohn Wolfgang (1859–1943) war Kunsthistoriker und Direktor des Goethe-Nationalmuseums und Goethe-Schiller-Archivs in Weimar.

### Werdegang
Oettingen studierte ab 1841 an der Kaiserliche Universität Dorpat Jura, wechselte aber im gleichen Jahr zur Medizin. Zugleich wurde er in der Baltischen Corporation Livonia Dorpat aktiv. 1848 promovierte er mit der Arbeit De ratione, qua calomelas mutetur in tractu intestinali (Von den Veränderungen von Quecksilberchlorid im Verdauungstrakt). Während er auf einen Auslandspass wartete, arbeitete er in Riga als Leiter des Cholerahospitals und der chirurgischen Abteilung des Stadtkrankenhauses. 1850 bis 1853 folgten Studienaufenthalte u. a. in Wien, Paris, London, Edinburgh, Prag und Berlin. Ab 1853 praktizierte er als Arzt in St. Petersburg, bevor er sich 1854 in Dorpat mit einer Arbeit über Star-Operationen habilitierte (Observationes quaedam de cataracte operatione extractionis ope instituenda). 1856 wurde er zum Leiter der Universitätsklinik ernannt, die er bereits ein Jahr kommissarisch geführt hatte. 1857 folgte seine Ernennung als ordentlicher Professor der Chirurgie. Zu seinen Schülern in Dorpat gehörte der spätere Chirurg Ernst von Bergmann. 1871 wurde die Augenheilkunde, Oettingens Spezialgebiet, von der Professur für Chirurgie getrennt, und Oettingen der neue Lehrstuhl übertragen. Außerdem war er von 1859 bis 1866 Prorektor der Universität, 1866 Dekan der medizinischen Fakultät und schließlich 1868 bis 1876 Rektor. Seine Emeritierung erfolgte 1879. Er war von 1878 bis 1898 Stadthaupt von Dorpat.
Wilhelm Ostwald schrieb über ihn:
„G. von Öttingen war einer der ersten Wahlrektoren gewesen, Er führte ein strammes Regiment und dämmte allzu explosive Äußerungen der über- schäumenden Jugendlust durch Karzerstrafen. Eines seiner Opfer hatte rachedurstig an die Wand seiner Zelle das Zitat aus H. Heines Harzreise über Göttingen geschrieben: ‚G. Öttingen sieht man am besten mit dem Rücken an.‘ Der Rektor fand den Scherz gut und ließ die Inschrift bestehen; sie wurde viele Jahre lang den freiwilligen wie unfreiwilligen Besuchern des Karzers vorgewiesen.“

## Werk
In der Zeit zwischen 1856 und 1858 unternahm Oettingen gemeinsam mit Hermann Guido von Samson Himmelstjerna (1809–1868) und einem großen Stab von Studenten und Ärzten eine statistische Untersuchung an über 656.000 Einwohnern über die Zahl von Blinden und Augenkranken in Livland. Seine Erfahrungen als Oberarzt eines Lazaretts im Russisch-Türkischen Krieg 1877–1878 fasste er in einer Monografie über Schussverletzungen des Auges zusammen. Als sein bedeutendster Beitrag zur Medizin gilt die Beschreibung eines neuen Krankheitsbildes, die "amoloide Entartung der Conjunctiva", in einem Aufsatz über die ophtamologische Klinik in Dorpat. Außerdem führte Oettingen den von Hermann von Helmholtz erfundenen Augenspiegel in Livland ein.

## Auszeichnungen
- Titel Wirklicher Staatsrat
- Orden des Heiligen Wladimir, 3. Klasse[7]
- Annenorden, 2. Klasse

## Veröffentlichungen (Auswahl)
- De ratione, qua calomelas mutetur in tractu intestinali : Dissertatio Inauguralis, Dorpat 1848. (Digitalisat)
- Mitteilungen aus der chirurgischen Abtheilung der Universitätsklinik zu Dorpat betreffend das Jahr 1856, Dorpat 1857.
- (mit Hermann Guido von Samson-Himmelstjerna) Populäre Anleitung zur Pflege und Behandlung der unter der ländlichen Bevölkerung in den Ostseeprovinzen Russlands, insbesondere in Livland am häufigsten vorkommenden Augenkrankheiten, Mitau 1860.
- "Mittheilungen aus der chirurgisch-ophthalmiatrischen Klinik in Dorpat", in: St. Petersburger Medizinische Zeitschrift 8 (1865). (Digitalisat)
- "Klinische Studien", in: St. Petersburger Medizinische Zeitschrift 11 (1866). (Digitalisat)
- "Die ophtamologische Klinik Dorpat's in den ersten 3 Jahren ihres Bestehens", in: Dorpater medizinische Zeitschrift 2 (1871).
- "Zur Casuistik und Diagnostik der Orbitaltumoren", in: Klinisches Monatsblatt für Augenheilkunde 1874. (Digitalisat)
- Die indirekten Läsionen des Auges bei Schussverletzungen der Orbitalgegend, Stuttgart 1879.